# Флореску, Йоан Эманоил
Йоан Эманоил Флореску (рум. Ioan Emanoil Florescu; 1819—1893) — румынский военный и государственный деятель. Брат Флореску, Александра Эманоила. 

## Биография
Родился в 1819 году. Учился в военной школе Сен-Сир под Парижем.
В 1854 году вступил на русскую военную службу и во время Крымской войны в чине полковника находился в корпусах Лидерса и Данненберга, принимал участие в осадных работах под Силистрией.
Впоследствии он стал генералом румынской армии, членом боярской партии, военным министром при князе Кароле I и с 17 апреля по 6 мая 1876 года был премьер-министром Румынии. Флореску решительно выступал за союзные отношения Румынии и России.
Накануне русско-турецкой войны 1877—1878 годов Флореску был отправлен в отставку и в военных действиях участия не принимал.
После войны он вновь вернулся к политической деятельности, был членом румынского сената и председателем Консервативной партии, с 2 марта по 29 декабря вновь занимал пост румынского премьер-министра.
Скончался 22 мая 1893 года в Бухаресте.